# Feel like Shit
Feel like Shit è un singolo della cantante canadese Tate McRae, pubblicato l'11 novembre 2021 come primo estratto dal primo album in studio I Used to Think I Could Fly.

## Video musicale
Il video musicale, diretto da Sam Sulam, vede la partecipazione dell'attore e ballerino Mason Cutler ed è stato reso disponibile su YouTube in concomitanza con l'uscita del singolo.

## Tracce
Testi e musiche di Jacob Kasher Hindlin, Russell Chell, Tate McRae e Victoria Zaro.
1. Feel like Shit – 3:24

## Classifiche
| Classifica (2021) | Posizione massima |
| ----------------- | ----------------- |
| Canada            | 35                |
| Irlanda           | 29                |
| Norvegia          | 21                |
| Paesi Bassi       | 70                |
| Portogallo        | 176               |
| Regno Unito       | 52                |
| Stati Uniti       | 108               |
| Sudafrica         | 35                |
| Svezia            | 90                |
| Svizzera          | 72                |